# Leonid Romanov
Leonid Mijáilovich Romanov –en ruso, Леони́д Миха́йлович Рома́нов– (Moscú, URSS, 13 de febrero de 1947) es un deportista soviético que compitió en esgrima, especialista en la modalidad de florete.
Participó en los Juegos Olímpicos de Múnich 1972, obteniendo una medalla de plata en la prueba por equipos. Ganó una medalla de plata en el Campeonato Mundial de Esgrima de 1967.

## Palmarés internacional
| Juegos Olímpicos   | Juegos Olímpicos  | Juegos Olímpicos | Juegos Olímpicos    |
| Año                | Lugar             | Medalla          | Prueba              |
| ------------------ | ----------------- | ---------------- | ------------------- |
| 1972               | Múnich (RFA)      | Medalla de plata | Florete por equipos |
| Campeonato Mundial |                   |                  |                     |
| Año                | Lugar             | Medalla          | Prueba              |
| 1967               | Montreal (Canadá) | Medalla de plata | Florete por equipos |